# 崔军
崔军（1928年11月—），男，陕西绥德人，中华人民共和国工程师，武警少将。

## 生平
1928年，崔军出生在陕西省绥德县崔家湾镇铁茄坪村。父亲是中共早期高级干部、陕北革命根据地创始人之一崔田夫。1934年7月，6岁的崔军随母亲赵应清和3岁的弟弟一起，在绥德县薛家茆镇被中国国民党抓进监狱作为人质，以诱捕时任中共陕北特委书记崔田夫。母子3人被关押一个月后获释。国民党派人跟踪监视他们，以便抓捕崔田夫。1934年下半年，母子3人辗转进入陕北苏区。1937年，进延安保小学习。1942年，进入延安自然科学院学习。不久加入中国共产党。1947年考入哈尔滨工业大学。1948年赴苏联留学，进入莫斯科动力学院水电工程专业学习。1948年，崔军和李鹏、邹家华、罗西北等21人一同公派苏联留学，同行者还有叶挺、叶剑英、项英、刘伯坚、高岗、王稼祥等中共高级干部的子女，史称“4821”。崔军和李鹏、贺毅、林汉雄、罗西北同在莫斯科动力学院水电系，四人分别报了勘探、设计、施工、机电四个专业。
1954年毕业后，崔军回国，任中华人民共和国电力工业部北京（水电）勘测设计院主任工程师。1955年，崔军向组织写书面报告，要求离开北京，到重庆狮子滩水电站建设一线工作。经水电总局局长李锐直接安排，1955年10月5日，崔军到达狮子滩水电站工地，任厂房工区副主任兼狮子滩水电工程局主任工程师。1958年，狮子滩工程竣工，崔军被调往下硐电站任工区副主任兼设计和施工的总工程师。1961年，下硐电站建成发电，崔军随同工区原班人马转调到紫坪埔工地，崔军任紫坪铺水电工程局施工总工程师。时值“大跃进”，提倡土法上马，导流明渠使用竹筋混凝土经两年多建设，最终被岷江冲垮。1963年，水电总局将崔军从紫坪铺水电工程局总工程师任上调到宁夏的青铜峡水电工程局任副总工程师。青铜峡水电站也是“大跃进”产物，因土法上马和极“左”思潮的影响，工程出现许多质量问题，所以才将崔军调来任职以解决问题。
文革爆发后，崔军被卷入“4821苏修特务案”（即1948年21人一同留学苏联），被说成是“4821”苏修特务组织21名成员之一。崔军挂着“杀人犯、苏修特务崔军”的铁牌子，戴着两尺多高的高帽，穿着纸糊的写有许多侮辱其人格的词语的衣服游街，人们向崔军吐口水、扔石子及砖瓦。崔军陪斗时，戴一顶用15圈钢筋做成的高帽，需四个人托着才能行走。崔军被造反派摁下头，有人从背后踢他腿以迫使他跪下。不久，一天晚上，造反派闯入崔军家，将他的技术资料及从苏联带回的图书、毕业证书、生活照片、笔记撕碎并扔到地上。崔军在苏联与外国师生的合影，崔军在黑海休假时与同学游泳并晒太阳的合影，均成了崔军里通外国、搞特务活动的罪证。一天，宁夏回族自治区在银川联合召开批斗宁夏回族自治区“走资派”大会，崔军被拉去陪斗，一颗石子飞来，击中崔军左眼眼眶，导致崔军左眼受伤，眼角流血不止。
1969年，青铜峡水电工程局调往陕南石门水库，崔军继续接受批判，劳动五年。1974年，时任陕西省革命委员会主任、中共陕西省委第一书记李瑞山途经石门水库，听工友提到崔军，李瑞山知道崔军是崔田夫之子，乃决定将崔军调离青铜峡水电工程局，改任陕西省水电工程局副总工程师兼工程处处长。
1975年，崔军任中国人民解放军基本建设工程兵第61支队副支队长，在潘家口工作四年。1978年，崔军被诊断为肺癌，后来肺癌排除，在中国人民解放军第三〇一医院割除了胆囊，此后带病坚持工作。1980年，崔军调到北京工作，历任中国人民解放军基本建设工程兵水电指挥部副参谋长、参谋长。1985年，任武警水电指挥部副主任兼参谋长。1996年11月6日后，任武警水电指挥部顾问。
崔军陆续参加过下硐、狮子滩、回龙寨、紫坪铺、青铜峡、石门、宝鸡峡灌区、冯家山、石川铺、薛峰、石头河水库、潘家口水电站、天生桥水电站一二级、万安水电站、刘家峡水电站、三峡工程等水电工程的技术指导和组织指挥工作。
崔军获高级工程师职称、武警少将警衔。还曾任中国人民解放军基本建设工程兵水利发电工程学会第一届理事长、武警水电部队水力发电工程学会第二届理事长。1999年10月离休。

## 家庭
- 父：崔田夫[2]
- 母：赵应清[2]
- 第一任妻子：梁珍。文革期间受到崔军牵连，被造反派攻击为“反革命臭婆娘”。1978年，梁珍带着小儿子与崔军离婚[2]。
- 第二任妻子：黄小珊。经叶剑英之女叶楚梅介绍，与崔军结婚[2]。